# روبرت د. ليندسي
روبرت د. ليندسي هو سياسي كندي، ولد في 21 أكتوبر 1919 في تشارلوت تاون في كندا، وتوفي في 6 أبريل 1999 في هاليفاكس في كندا. حزبياً، نشط في الحزب الليبرالي في نوفا سكوشا ‏.